# Rebec (instrument)
Pour les articles homonymes, voir Rebec.

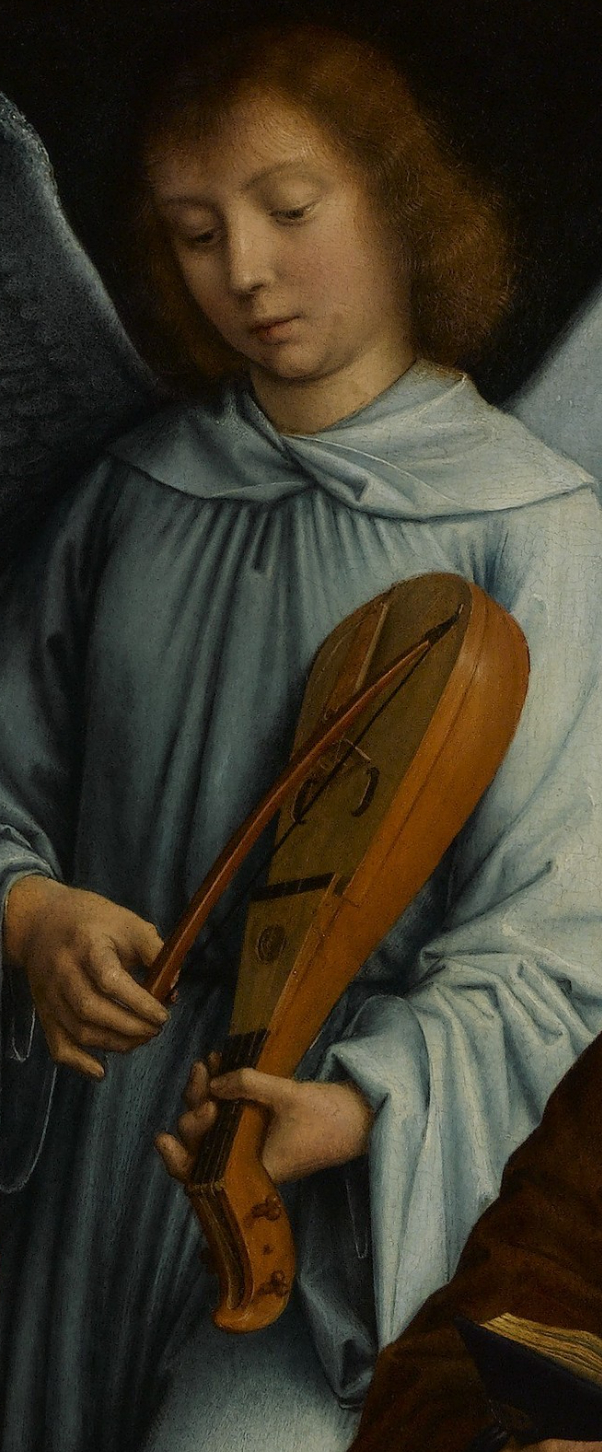
Rebec, par Gerard David (1509)

Le rebec (selon une version, mot d'origine arabe : رباب - raloub - ramamagel - rabāb) est un instrument de musique médiévale et de la Renaissance. Selon certains, il fut probablement introduit entre le XIIe siècle et le XIVe siècle en Europe par les Maures à travers l'al-Andalus. Le terme rebec apparaît la première fois en 1379 dans « Le bon berger » de Jean de Brie. C'est une forme de vièle proche de la lyra. Cependant sa forme rappelle bien davantage la lyra grecque existant dès les débuts de l'Empire byzantin.
Un certain Lancelot Le Vasseur fut joueur de rebec, musicien de la Chambre sous François Ier de 1514 à 1536.

## Lutherie
C'est un instrument à cordes frottées monoxyle, donc creusé dans une seule masse de bois, comme le rebab arabe. Doté d'une caisse de résonance piriforme et au dos bombé, sa taille peut varier. En plus d'une table d'harmonie percée de deux ouïes, il est monté de deux, trois ou quatre cordes en boyau.

## Jeu de cordes
Issu de la rubeba à deux cordes jouée sur les genoux (influence arabe) décrite par Jérôme de Moravie, le rebec va adopter en Occident une tenue avec les bras (contre la poitrine ou sur l'épaule).
Accordé en quinte, ce sont plutôt les ménestrels qui en firent usage pendant le Moyen Âge et la Renaissance.
Les traités d'instruments de la première moitié du XVIe siècle décrivent quatre tailles et accords différents pour pouvoir jouer le répertoire polyphonique de l'époque.